# Ortsevo
Ortsevo (bulgariska: Орцево) är ett distrikt och en ort i Bulgarien.   Den ligger i kommunen Obsjtina Belitsa och regionen Blagoevgrad, i den sydvästra delen av landet, 90 km söder om huvudstaden Sofia. Ortsevo ligger 1 581 meter över havet och antalet invånare är 213.
Terrängen runt Ortsevo är huvudsakligen kuperad. Ortsevo ligger uppe på en höjd. Närmaste större samhälle är Jakoruda, 7,7 km nordväst om Ortsevo.
I omgivningarna runt Ortsevo växer i huvudsak barrskog. Runt Ortsevo är det ganska glesbefolkat, med 36 invånare per kvadratkilometer.